# Crematogaster treubi
Crematogaster treubi är en myrart som beskrevs av Carlo Emery 1896. Crematogaster treubi ingår i släktet Crematogaster och familjen myror.

## Underarter
Arten delas in i följande underarter:
- C. t. apilis
- C. t. treubi
- C. t. vastatrix